# Jerulan Schamaubajew

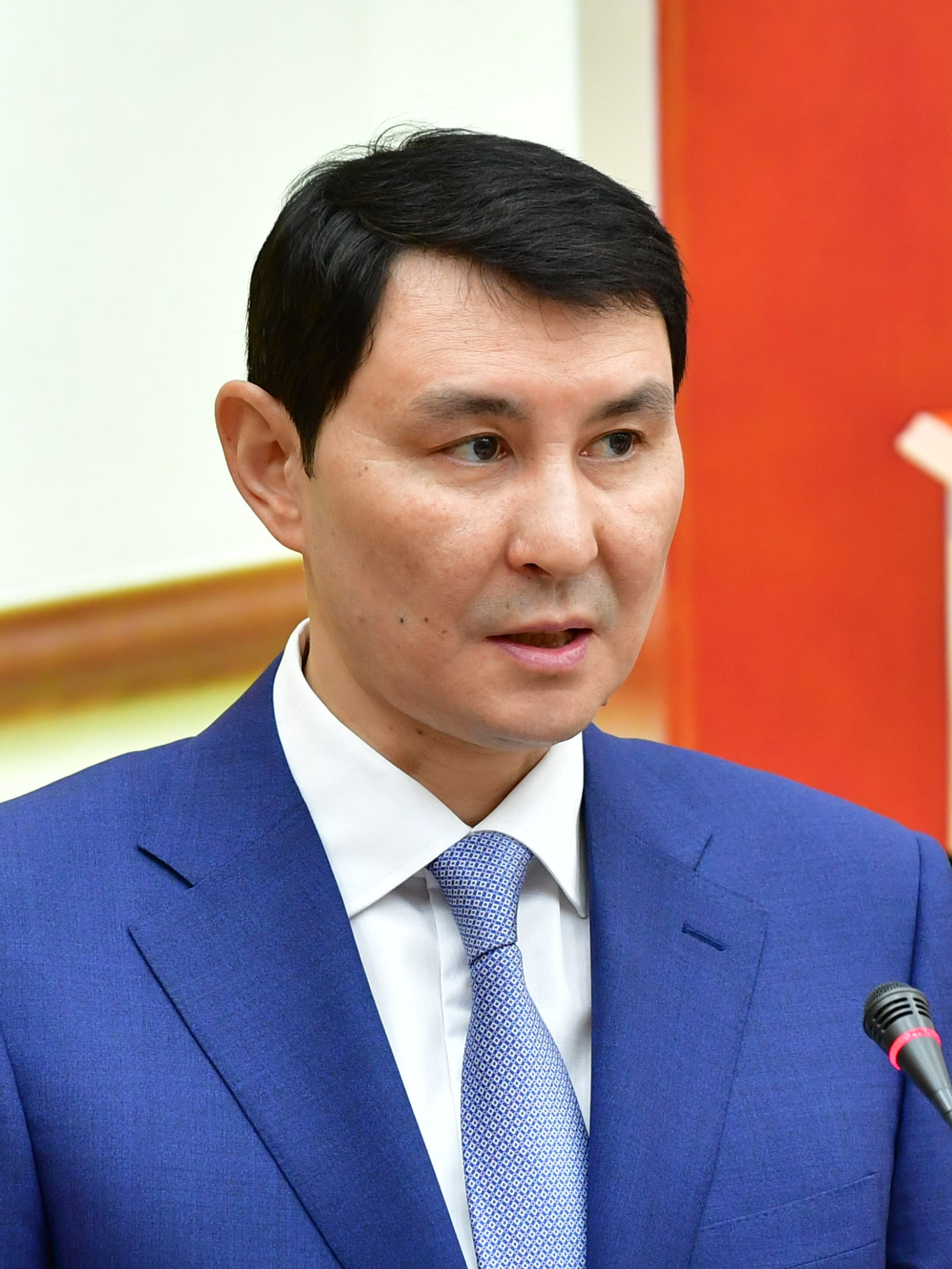
Jerulan Schamaubajew

Jerulan Kenschebekuly Schamaubajew (kasachisch Ерұлан Кенжебекұлы Жамаубаев Erūlan Kenjebekūly Jamaubaev, russisch Ерулан Кенжебекович Жамаубаев Jerulan Kenschebekowitsch Schamaubajew; * 25. März 1974) ist ein kasachischer Politiker.

## Leben
Schamaubajew wurde 1974 im Gebiet Almaty geboren. Er absolvierte ein Studium an der Kasachischen Staatlichen Akademie für Management, das er 1995 mit einem Abschluss in Finanz- und Kreditwesen abschloss. 2009 erlangte er einen weiteren Abschluss an der International Business School der Rysqulow-Wirtschaftsuniversität.
Seine berufliche Laufbahn begann er nach seinem Studium als Dozent an der Kasachischen Staatlichen Akademie für Management. Nach zwei Jahren an der Hochschule begann er ab 1998 für die Kasachische Nationalbank zu arbeiten. Hier hatte er in den nächsten acht Jahren, die er für die Bank tätig war, verschiedene Positionen bis hin zum Abteilungsleiter inne. Von 2006 bis 2014 war er Abteilungsleiter bei der Nationalbank. In den Jahren 2014 bis 2015 war Schamaubajew Geschäftsführer der Schilstroisberbank, der staatlichen Bausparkasse Kasachstans.
Im Juli 2015 bekam er zum ersten Mal einen Posten in der Politik Kasachstans, als er stellvertretender Leiter der Abteilung für soziale und wirtschaftliche Überwachung in der Verwaltung des Präsidenten wurde. Bereits im November wurde er zum Leiter der Abteilung befördert. Am 29. November 2018 wurde zum Assistenten des damaligen Präsidenten Nursultan Nasarbajew ernannt; am 2. März 2019 wurde er von dieser Position bereits wieder entlassen. Seit dem 22. März war er dann im kasachischen Finanzministerium beschäftigt. Nach der Entlassung des bisherigen Finanzministers Älichan Smajylow wurde er am 18. Mai 2020 im Kabinett Mamin I zum kasachischen Finanzminister ernannt. Dies blieb er bis zur Entlassung der kasachischen Regierung am 6. Februar 2024; er war einer von nur vier Ministern, die der folgenden neuen Regierung unter Olschas Bektenow nicht wieder angehörten.
Seit 20. Mai 2024 war er Berater von Präsident Qassym-Schomart Toqajew. Am 17. Februar 2025 wurde er zum ersten stellvertretenden Vorsitzenden der kasachischen Nationalbank ernannt.